# روابط عراق و کوبا
روابط عراق و کوبا به روابط تاریخی و فعلی دوجانبه بین کوبا و عراق اشاره دارد که شامل روابط فیدل کاسترو و صدام حسین در زمان رژیم بعث نیز می‌شود که حتی کاسترو برای عمل جراحی پشت روی صدام حسین پزشکانی را فراهم کرد. تاریخ روابط دوستانه با عراق به زمان نشست جنبش عدم تعهد در ۱۹۷۹ در کوبا بر می‌گردد.
کوبا در سازمان ملل متحد از عراق در برابر تحریم‌ها و تهدیدهای ایالات متحده همواره حمایت کرد. تحریم‌های ۱۳ ساله علیه عراق مانع بخش بزرگی از تجارت بین هاوانا و بغداد شد. هر دو کشور در پایتخت یکدیگر سفارتخانه دارند و هر دو عضو ثابت گروه ۷۷ هستند.

## تاریخچه

### دهه ۱۹۹۰
- ۱۳ سپتامبر ۱۹۹۶: رودریگو الوارز کامبراس، رئیس «جامعه دوستی کوبا و عراق»، در سفرش به بغداد صدام حسین را برای بحث دربارهٔ موضوع روابط تجاری و بهداشت ملاقات کرد.
- ۲ نوامبر ۱۹۹۶: عراق و کوبا برای هماهنگی در مجامع و سازمان‌های بین‌المللی، توافق‌نامه‌ای را در هاوانا امضا کردند. معاون وزارت امور خارجه کوبا عنوان کرد که «روابط پیشرفته با عراق نتیجه اراده نشان‌داده‌شده از رئیس‌جمهورها و هر دو حزب در این دو کشور است.»
- ۱ ژوئن ۱۹۹۷: رودریگو الوارز تأیید کرد که صدام حسین طی دو دهه گذشته بیمار وی بوده‌است، با این عنوان که او یک «رابطه نزدیک با صدام» را طی همکاری‌شان ایجاد کرده‌است.
- ۱۷ ژوئن ۱۹۹۷: الوارز دربارهٔ شرایط بیماری صدام عنوان کرد که طی دو دهه گذشته او گروهی از متخصصین را بیست بار برای درمان صدام به عراق فرستاده‌است.
- ۱۹ آوریل ۱۹۹۸: کوبا و عراق یک پروتکل همکاری فنی و اقتصادی برای افزایش فروش داروهای کوبایی به عراق و همکاری‌های حوزه بهداشت و سلامت را امضا کردند.
- ۱۴ اوت ۱۹۹۸: الوارز پس از ملاقات با صدام حسین و طارق عزیز (وزیر سابق امور خارجه، وزیر بهداشت عمومی و وزیر اقتصاد) به کوبا بازگشت. او عنوان کرد که «ما دربارهٔ موضوعات همکاری بیشتر از همه در بخش سلامت صحبت کردیم. وزیر بهداشت عمومی آنها اخیراً به اینجا آمد و ما یک همکاری گسترده بین عراق و کوبا را به زودی آغاز خواهیم کرد.»
- ۱۱ مارس ۱۹۹۹: یک نماینده مجلس عراق سفری رسمی را به کوبا انجام داد و طی آن آنها از مراکز تحقیقاتی علمی فرانک پیس و تحقیقات ایمنی‌شناسی ملکولی کوبا بازدید کردند.